# Leandro Fernández de Moratín
Leandro Eulogio Melitón Fernández de Moratín y Cabo (Madrid, 10 de marzo de 1760-París, 21 de junio de 1828), conocido como Leandro Fernández de Moratín, fue un dramaturgo, traductor y poeta español, el más relevante comediógrafo neoclásico del siglo XVIII español.

## Biografía
Nació en Madrid el 10 de marzo de 1760, de noble familia asturiana por parte de padre, el también poeta, dramaturgo y abogado Nicolás Fernández de Moratín. Su madre fue Isidora Cabo Conde, con raíces en Pastrana (Guadalajara). Se crio en un ambiente donde eran frecuentes las discusiones literarias, pues su padre Nicolás fue un hombre dedicado a las letras y fundador y asiduo tertuliano de la Fonda de San Sebastián. 
A los cuatro años, enfermó de viruela, lo que afectó su carácter, volviéndolo tímido; además se volvió un lector compulsivo de poesía clásica española, del Quijote, el Lazarillo y de obras históricas como la del padre Juan de Mariana y las Guerras de Granada de Diego Hurtado de Mendoza. Siguió al principio la profesión de joyero del abuelo paterno.
A los 19 años, en 1779, ya había conseguido un accésit de poesía del concurso público convocado por la Real Academia Española con el romance heroico La toma de la Granada por los Reyes Católicos. Enamorado desde niño de una apuesta vecina, Sabina Conti y Bernascone, cuando el poeta contaba veinte y ella apenas quince esta se casó sin embargo con su tío, que le doblaba en edad; el poeta quedó sumido desde entonces en la melancolía y abrigará una antipatía ante los matrimonios desiguales que expresará en su futura creación dramática. Para más desgracia, su padre fallece en 1780, lo asaltan las estrecheces económicas y Moratín debe cuidar de su madre. 
En 1782 ganó esta vez el segundo premio de la Real Academia con su Lección poética. Sátira contra los vicios introducidos en la poesía española, una especie de manifiesto del neoclasicismo en poesía lírica. En 1787, y gracias a la amistad de Jovellanos, emprendió un viaje a París en calidad de secretario del conde de Cabarrús, entonces encargado de una misión diplomática que pretendía aconsejar a Luis XVI medidas antirrevolucionarias. La experiencia fue muy provechosa para el joven escritor; por ejemplo, conoció al dramaturgo neoclásico Carlo Goldoni. 
Vuelto a Madrid, funda una academia literaria burlesca, la de los "Acalófilos o amantes de lo feo", que se reunía en casa de su erudito amigo Juan Tineo Ramírez (1767-1829), jurista y sobrino de Jovellanos, y que incluía además al gran políglota y arabista José Antonio Conde, un amigo que en el futuro se casará con su prima Mariquita. Era este grupo fundamentalmente una tertulia de amigos que se consagraba a leer y criticar obras teatrales. 
La caída de Cabarrús no le afecta; incluso se sospecha que escribe en su defensa la Carta sobre el comercio de nabos de Fuencarral. Muy horaciano, obtiene su primer gran éxito con la publicación de la sátira La derrota de los pedantes y se enemista con el erudito Cristóbal Cladera, quien al parecer inspira el personaje de don Hermógenes de su pieza La comedia nueva o El café, en la que critica el teatro popular y en especial a su dramaturgo más representativo, Luciano Francisco Comella, bajo otro nombre. Lee al conde de Floridablanca una imitación del violinista de la capilla real y tonadillero Marcolini, al que era muy aficionado, donde le insinúa que desea ser abate:
Solo quiere ser abate. / ¡Qué pedir tan moderado / el suyo, si por ventura / el ser abate es ser algo!
Le cae en gracia a Floridablanca y le concede entonces la merced de un beneficio de trescientos ducados sobre el arzobispado de Burgos; Moratín es ordenado de primera tonsura por el obispo de Tagaste, requisito indispensable para poder disfrutar del beneficio. 
A poco de llegar Godoy al poder logró la protección del favorito, que le ayudó a estrenar sus comedias y aumentó sus ingresos con otras sinecuras eclesiásticas: tres mil ducados en una feligresía en Montoro y seiscientos sobre la mitra de Oviedo.

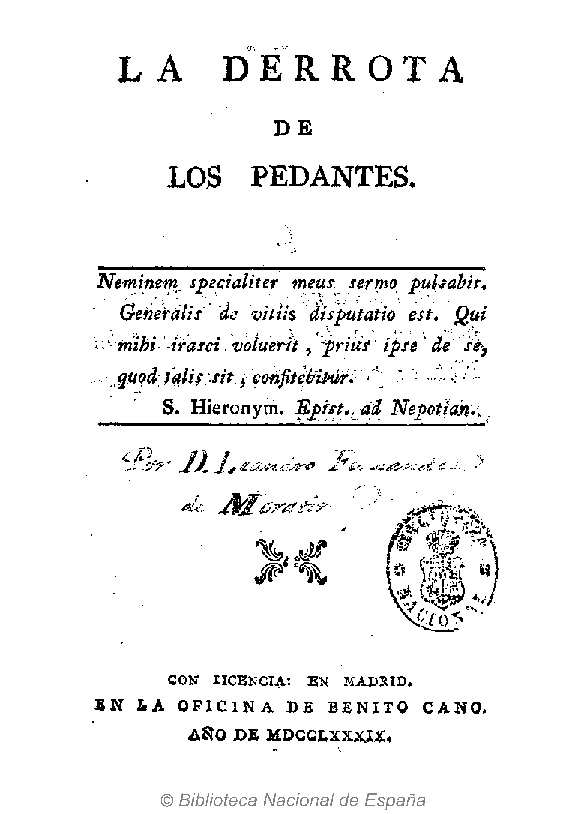
Portada de La derrota de los pedantes (1789). Madrid, en la Oficina de Benito Cano

Con estas rentas logra un discreto pasar que le permite consagrarse solo a escribir teatro. Retirado en Pastrana, cuna de su madre, retocó La mojigata y El barón y escribió La comedia nueva o El café, una gran crítica de los géneros del teatro popular y sus autores. Una vez estrenada esta última, viajó con una beca o bolsa de viaje suministrada por Godoy durante cinco años por Europa: Francia de nuevo, Inglaterra, Bélgica, Alemania, Suiza e Italia, regresando a Madrid en 1797 para ocupar el cargo de secretario de interpretación de Lenguas, que había quedado vacante por el fallecimiento de uno de los hermanos Samaniego. Esto le permitió vivir sin apuros económicos, aunque él habría deseado, por el contrario, el puesto de director de los teatros que le hubiera permitido hacer una gran reforma de principios neoclásicos. 

El asalto de las Tullerías el 10 de agosto de 1792

Desde Francia tuvo que ir a Inglaterra a causa de la Revolución Francesa: había quedado asustado por el asalto a las Tullerías del 10 de agosto de 1792 y la formación de la Comuna de París. De esa época son sus amenas Apuntaciones sueltas de Inglaterra (1792), diario de viaje lleno de interesantes notas costumbristas. Aprovecha para estudiar el teatro de Shakespeare, aunque como no domina bien el inglés se apoya en las refundiciones de Jean-François Ducis, y traduce Hamlet (impreso en 1798). Pasó luego a Bélgica y a Alemania, donde perdió sus escritos y temió ser robado y asesinado, a Suiza y a Italia, de la que dejó también un extenso diario (Viaje a Italia, 1793) y donde se encontró con tantos amigos y admiradores (muchos de ellos jesuitas expulsados de España en 1767) que le hicieron miembro de la Academia de la Arcadia de Roma, con el sobrenombre de Inarco Celenio. Se embarcó en Niza para volver a España, en el buque La venganza, pero las tormentas y los compañeros lo marearon tanto que el viaje fue un infierno. Aunque marchaban a Cartagena, tuvieron que desviarse a Algeciras. 
En Madrid, estrenando su nuevo cargo, amista con Francisco de Goya (Moratín había estudiado dibujo de joven), y con Francisca Muñoz, "Paquita". Son sus años más felices. Frecuenta la tertulia del crítico literario y helenista Pedro Estala (quien lo llama "el Molière de España" en 1794) y consolida su amistad con el abate y humanista Juan Antonio Melón (1758-1843), poderoso censor de libros, quien habla de él en sus memorias, que llevan el título de Desordenadas y mal digeridas apuntaciones. Tiene ya escritas sus piezas El barón y La mojigata, que conseguirá estrenar, aunque no sin la oposición de quienes ven en él un afrancesado que se ha beneficiado grandemente del odiado valido Manuel de Godoy. Al fin, como desea, es nombrado miembro de la Junta de Dirección y Reforma de los Teatros (1799), pero sus disensiones con el director de este organismo le hacen abandonar el cargo desilusionado a los tres meses. 
En ese mismo año (1799) su amigo aragonés Francisco de Goya le pinta el primero de los dos retratos que le dedicó, a lo que el poeta correspondió con su Silva á D. Francisco Goya, insigne pintor; menos conocido es que por la misma época también le hizo otro buen retrato el pintor dandy Luis Paret y Alcázar como un apuesto petimetre pisaverde, que se conserva en el Museo de Navarra.
En 1803 estrena El barón y en 1804 La mojigata, que tuvieron buena acogida. Pero fue el 24 de enero de 1806 cuando obtuvo el mayor éxito de su carrera, uno de los mayores del teatro de entonces, con el estreno, al que acudió Manuel Godoy, en el coliseo de la Cruz, de El sí de las niñas, que se repone durante veinte días hasta el cierre de los teatros por la Cuaresma y de la que se hacen cuatro ediciones. Pero la situación política no es halagüeña: su protector Godoy pende de un hilo. Además, sus planes de casarse con Paquita se van al traste, probablemente a causa de la indecisión del poeta (quien, según las anotaciones de su Diario, era un asiduo del amor mercenario, como su padre), y esta se casa con otro.
El motín de Aranjuez en 1808 produce la caída de Godoy; huyó a Vitoria y de allí volvió como afrancesado, por lo que se le confiscaron los bienes. Pero José Bonaparte se hace con el poder y llega a ser nombrado en 1811 bibliotecario mayor de la Real Biblioteca por el nuevo monarca, que reina con el nombre de José I. Su contribución fue hacer un nuevo catálogo de fichas sueltas. Además se le nombra caballero de la Orden Real de España, que él llamó "Orden del Pentágono", creada por el monarca, que era masón. En 1811 escribe un prólogo contra la recién derogada Inquisición para encabezar una fracasada edición del fray Gerundio de Campazas; reimprime además, bajo pseudónimo, el Auto de fe celebrado en la ciudad de Logroño en los días 7 y 8 de noviembre del año de 1610, siendo inquisidor general el cardenal arzobispo de Toledo Bernardo de Sandobal y Roxas. Segunda edición, ilustrada con notas por el bachiller Ginés de Posadilla, natural de Yébenes (1811):
Una autoridad que, embruteciendo al pueblo y usurpando la jurisdicción episcopal, amenazaba al trono mismo, [...] detenía los progresos de la ilustración, propagaba errores absurdos, atropellaba la formalidad de las leyes, los derechos más sagrados de los hombres, castigaba delitos que es imposible cometer y oponía obstáculos invencibles a la gloria, al poder y estabilidad del grande imperio que gobernaban
A partir de entonces fue tachado de «afrancesado». Por entonces inicia sus traducciones de Molière, que en realidad son adaptaciones, y La escuela de los maridos es estrenada en 1812 por su amigo el gran actor Isidoro Máiquez, afrancesado como él e igualmente retratado por Goya. Con los avatares de la Guerra de la Independencia española se produce un cambio político y ha de refugiarse progresivamente en Valencia (tras la batalla de Bailén) donde canta algunas de las reformas del mariscal francés Suchet y colabora en la gaceta afrancesada Diario de Valencia (1812) junto con su amigo Pedro Estala; pero la plaza no se sostiene y tiene que huir primero a Peñíscola, donde sufre un largo y feroz asedio, y luego a Barcelona, donde lo acoge favorablemente el barón de Eroles. Aunque le han levantado el embargo de sus bienes, con el pretexto de su afrancesamiento la Iglesia no le paga las rentas de Montoro, Burgos y Oviedo; padece hambre y experimenta una grave depresión. Sin embargo, se sobrepone; traduce Cándido o el optimismo de Voltaire y entrega al actor Felipe Blanco, primer gracioso del teatro de Barcelona, otra adaptación de Molière, El médico a palos, que se estrena allí el 5 de diciembre de 1814 con éxito; el autor dedicará además al retrato de este personaje un agradecido soneto; poco después logra por fin la restitución de sus bienes. Recibe su correspondencia a nombre de Melitón Fernández, Joseph Sol o Francisco Chiner. En sus cartas informa de cómo transcurren sus días:
Yo sigo haciendo aquí la vida tont a, sin otra diversión que la de leer un rato por la mañana, pasear una hora por la tarde y clavarme a la luneta por la noche... Hablo en catalán con aullido perruno que no hay más que pedir.

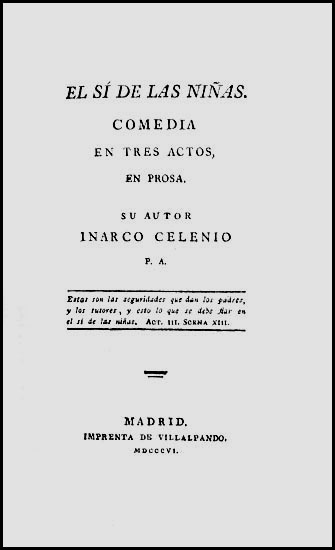
Portada de la edición príncipe de El sí de las niñas (Madrid, Imprenta de Villalpando, 1806)

En 1816 su prima Mariquita se casa con su amigo, el erudito José Antonio Conde, y en 1817 los temores a la Inquisición lo llevaron de nuevo a Francia con el pretexto de tomar las aguas en Aix-en-Provence; luego marcha a Montpellier, París y a Bolonia (Italia); en 1817 había empezado a preparar una edición de las Obras póstumas de su padre muy corregida por él.
El éxito del pronunciamiento del liberal Rafael del Riego en enero de 1820 vuelve a instaurar la Constitución de Cádiz y retorna esperanzado a Barcelona a fines de 1820, donde sus amistades le consiguen el puesto de juez de imprentas. Pero se declara la peste en la ciudad y Moratín huye a Bayona en 1821; ya no volverá jamás a España; en Barcelona se imprime, sin embargo, su edición de las Obras póstumas de su padre en ese mismo año, en que además la Real Academia Española lo nombra miembro de número. Se establece por fin en Burdeos con la familia de Manuel Silvela, su fiel amigo; allí se reencuentra con Goya, quien le pinta un segundo magnífico retrato. Sus cartas de esta época reflejan más amargura que nostalgia: es muy revelador un soneto que escribe con el título de La despedida:
Dócil, veraz, de muchos ofendido, / de ninguno ofensor, las Musas bellas / mi pasión fueron, el honor mi guía. / Pero si así las leyes atropellas, / si para ti los méritos han sido / culpas, adiós, ingrata patria mía.
Aunque en 1825 sufre una apoplejía, sigue de nuevo a la familia Silvela a París, donde fallece el 21 de junio de 1828. Deja como heredera a una nieta del propio Silvela, María Francisca Figuera y Silvela. Fue enterrado en el cementerio de Père-Lachaise, pero sus restos fueron trasladados a Madrid el 5 de octubre de 1855 y ahora reposan en un mausoleo conjunto con Goya, Donoso Cortés y Meléndez Valdés, obra de Ricardo Bellver, en el Cementerio de San Isidro de Madrid. En 1825 se habían editado en París sus Obras dramáticas y líricas. Póstumo apareció su ensayo Orígenes del teatro español (1830-1831). Sus Diarios (1968) y su Epistolario (1973) tuvieron que esperar más tiempo, editados por el hispanista René Andioc.
Moratín fue un hombre de teatro en el sentido amplio de la palabra. A su condición de autor teatral hay que añadirle otros aspectos menos conocidos, pero que fueron tan importantes para él como este y le ocuparon a veces más tiempo, esfuerzo y dedicación que sus propias obras. Fue Moratín uno de los fundadores de la historiografía teatral española. Sus Orígenes del teatro español, obra que dejó inédita y que fue publicada en 1830-1831 por la Real Academia de la Historia, es uno de los primeros estudios serios y documentados del teatro español anterior a Lope de Vega. Es también de gran interés el «Prólogo» a la edición parisina de sus obras en 1825, en donde resume, desde una perspectiva clasicista la historia del teatro español del siglo XVIII. Moratín fue también un activo impulsor de la reforma teatral de su tiempo. Relacionado con los círculos del poder que estaban interesados en esta reforma y heredero de las ideas de su padre, no dejó de promover una renovación de toda la estructura teatral vigente en la España de su época. La comedia nueva es uno de los hitos de esta campaña de reforma emprendida por los intelectuales que se movían alrededor del gobierno desde mediados del siglo cuando proponían reformas Ignacio de Luzán, Agustín de Montiano y Luyando, Blas Nasarre y Luis José Velázquez.

## Obras

### Obras dramáticas
Es el más importante autor comediógrafo de la escuela neoclásica española: toda la alta comedia burguesa posterior del siglo XIX (Francisco Martínez de la Rosa, Manuel Eduardo Gorostiza, Ventura de la Vega, Manuel Bretón de los Herreros, Eugenio de Tapia...), incluso en el siglo XX Jacinto Benavente, le deben algo. Sus máximas son: el teatro como deleite e instrucción moral (escuela de buenas costumbres) y una acción que imite de modo verosímil la realidad. De ahí nace el apego a las reglas dramáticas en todas sus facetas, especialmente la regla de las tres unidades: la de acción (contar una sola historia), de lugar (en una sola ubicación) y tiempo (en no más de 24 horas).
La separación de géneros la realizó con tal precisión, que no llegó a escribir tragedias, pese a ser un género muy en boga en el neoclasicismo europeo. Su carácter le llevó a la comedia, género que define diciendo: «pinta a los hombres como son, imita las costumbres nacionales existentes, los vicios y errores comunes, los incidentes de la vida doméstica; y de estos acaecimientos, de esos privados intereses, forma una fábula verosímil, instructiva y agradable».

#### Teoría de la comedia
La exposición más extensa y detallada de sus ideas sobre la comedia se encuentra en el «Prólogo» que compuso para acompañar la edición definitiva de sus obras publicada en París en 1825. Hablando de sí mismo en tercera persona, el dramaturgo proporciona, entre otras muchas doctrinas sobre el teatro, su definición del género cómico:
«Imitación en diálogo (escrito en prosa o en verso) de un suceso ocurrido en un lugar y en pocas horas entre personas particulares, por medio del cual , y de la oportuna expresión de afectos y caracteres, resultan puestos en ridículo los vicios y errores comunes en la sociedad, recomendadas por consiguiente la verdad y la virtud».

#### El viejo y la niña
La primera comedia escrita por Moratín fue estrenada el 22 de mayo de 1790, pero su génesis y redacción se remontan a varios años antes, quizás a 1783. El propósito del autor es condenar una unión que no debía haberse efectuado, no solo por la desigualdad en la edad de los cónyuges, sino sobre todo por el interés y el engaño con que fue concertada.

#### La comedia nueva

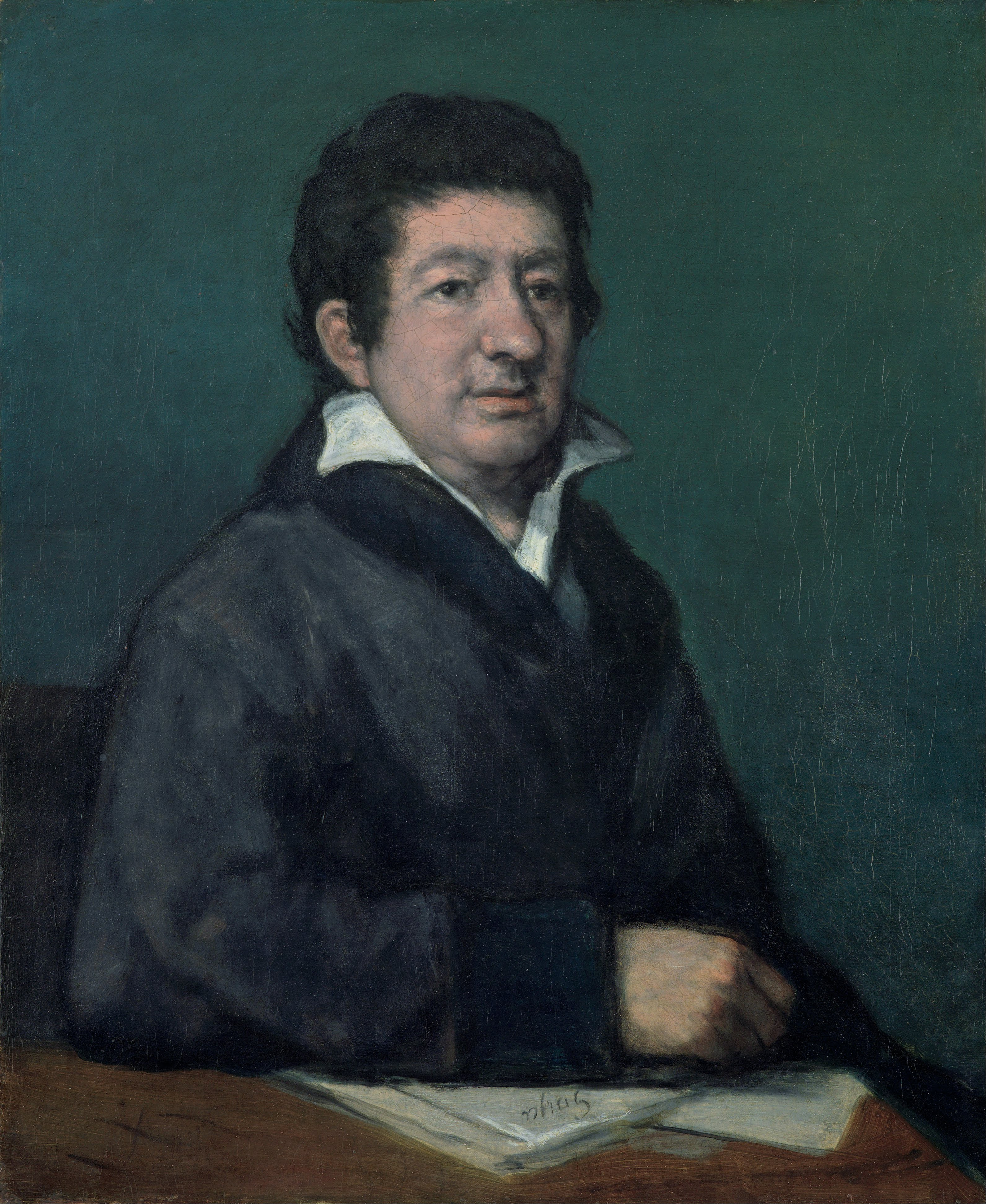
Retrato de Leandro Fernández de Moratín (1824) por Francisco de Goya (Museo de Bellas Artes de Bilbao).

La compañía de Eusebio Ribera estrenó el 7 de febrero de 1792 en el Teatro del Príncipe La comedia nueva, acompañada de un fin de fiesta de Ramón de la Cruz, El muñuelo. La comedia se mantuvo en cartel siete días con una entrada muy aceptable, y se repuso a menudo durante los años siguientes. La comedia estaba terminada en diciembre de 1791.
Se trata de una obra maestra de la sátira teatral. El asunto es el estreno de una «comedia nueva», El gran cerco de Viena, escrita por el ingenuo e inexperto en la escritura dramática don Eleuterio Crispín de Andorra. El apelativo de «comedia nueva» se daba, como es lógico, a una obra que se publicaba o representaba por primera vez, en oposición a las «antiguas», esto es, las del Siglo de Oro; y las de repertorio, estrenadas en fecha anterior. En el café donde se desarrolla la acción se produce una animada discusión entre partidarios y detractores de la comedia, que representa el tipo de teatro que triunfaba entonces en los escenarios madrileños. Así consigue Moratín, mediante un artificio metateatral, dar idea de los absurdos y despropósitos del teatro de su tiempo. 
Ya en sus comentarios a La comedia nueva se ocupó el mismo Moratín de documentar minuciosamente todas y cada una de las particularidades de la comedia heroica de don Eleuterio, desde el mismo título, remedo de tantas comedias que narraban cercos y tomas de ciudades, hasta las escenas de falsos diálogos en forma de soliloquios simultáneos, pasando por las descripciones de hambres pavorosas, de las que cita significativos ejemplos de La destrucción de Sagunto (1787), de Gaspar Zavala y Zamora, y El sitio de Calés (1790) de Luciano Francisco Comella.
El primer elemento que llama la atención es que la obra está escrita en prosa. Era esta una forma de escribir teatro poco común en la década de 1790. Dramas como El delincuente honrado de Jovellanos son prácticamente los únicos en prosa escritos hasta entonces. 
Los cafés eran una de las novedades de la España del siglo XVIII, como lo habían sido en el resto de Europa. Esta moda encontró su reflejo en el teatro: Carlo Goldoni había escrito una comedia titulada La bottega del caffè, conocida sin duda por Moratín, pues en La comedia nueva se utiliza alguna situación de la obra goldoniana, como es el reloj parado del pedante.
La comedia es de una factura técnica perfecta, un ejemplo de ajuste a las normas neoclásicas. Las unidades se siguen de forma rigurosa. La sala del café es el único espacio donde sucede toda la acción. La unidad de tiempo es tan perfecta que es una de las pocas obras en donde se cumple el ideal de que la representación dure exactamente lo mismo que la acción dramática.

#### El barón
En 1787 Moratín había recibido un encargo que no podía menos que cumplir. La condesa de Benavente, doña Faustina, le encargó escribir una zarzuela. Haciendo de tripas corazón, escribió El barón, zarzuela de ambiente manchego en dos actos que envió a la condesa. Con gran alegría de Moratín, no se llegó a representar nunca, pero corrió manuscrita y durante el viaje a Italia se hizo una adaptación sin permiso del autor que, con música de José Lidón, llegó a los escenarios. Moratín recuperó la obra y decidió convertirla en comedia. Así lo hizo. La obra se estrenó, allá por el año 1803 en el Teatro de la Cruz

#### La mojigata
También de esta comedia empezaron a circular copias manuscritas a partir de 1791. Fue enmendada y ensayada por los actores de la compañía de Ribera, y finalmente representada en el Teatro de la Cruz el 19 de mayo de 1804. Con La mojigata Moratín seguía con su análisis personal del problema de la educación femenina en sus repercusiones sociales.

#### El sí de las niñas
El sí de las niñas fue estrenada en el coliseo de la Cruz el 24 de enero de 1806. La comedia, en prosa, transcurre en una posada (unidad de lugar) de siete de la tarde a cinco de la mañana (unidad temporal, para ser verosímil) , y narra una sola historia: cómo Doña Francisca (Paquita), una joven de 16 años obligada por su madre Doña Irene a casarse con Don Diego, un sensible y rico caballero de 59 años. Sin embargo, este ignora que Doña Francisca está enamorada de un joven militar, un tal «Don Félix», quien en realidad se llama Don Carlos, y es sobrino de Don Diego. Con este triángulo amoroso como argumento se desarrolla la obra, cuyo tema principal es la opresión de las muchachas forzadas a obedecer a su madre y entrar en un matrimonio desigual y en este caso con una gran diferencia de edad entre los contrayentes.
La clave de la obra se encuentra en la contradicción que caracteriza a Don Diego en el tema de la educación de los jóvenes y la elección de estado: su práctica, su actuación, no concuerda con la teoría. Pide libertad para la elección de estado (una libertad negada entonces a los jóvenes), crítica la falsa concepción de la autoridad por parte de los padres: comprende que ese falso autoritarismo es la raíz de muchos males; quiere que Paquita elija con libertad.
Pero en la práctica, don Diego, que es el protector de su sobrino Carlos, comete con él los mismos errores que critica en teoría. Esta contradicción entre la teoría y la práctica es el hilo que conduce la trama teatral.
La obra tuvo muchos problemas para poderse estrenar (varias delaciones a la Inquisición por inmoral; presiones de un ministro; varios exámenes, notas, advertencias y observaciones que corrieron manuscritas...), que fueron vencidas por la protección de Manuel Godoy y obtuvo un éxito formidable, de los mayores de su época: se repitió durante veintiséis días y tuvo que interrumpirse a causa de la llegada de la cuaresma. Se hicieron cuatro ediciones en ese mismo año, y se llevó a las provincias y a los teatros particulares poco después.

### La derrota de los pedantes
La obra en prosa más conocida de Moratín es La derrota de los pedantes, artificio alegórico, compuesto a la manera del Viaje del Parnaso cervantino, la República literaria de Saavedra Fajardo, o las Exequias de la lengua castellana de Forner: las Musas, ayudadas por los buenos poetas, arrojan del Parnaso a librazo limpio a los malos escritores. Muchas de sus burlas van contra los tópicos y variedades de los poetas de todo tiempo, pero otras muchas se dirigen contra autores concretos que se citan o que, por los datos aducidos, pueden reconocerse fácilmente. La cultura y el gusto artístico de Moratín hacen de la generalidad de sus juicios certeras definiciones, pero claro está que no puede faltar alguna estrecha interpretación propia del gusto de la época y de las ideas literarias del autor; así, por ejemplo, entre los libros que se disparan como «malos» se incluyen las comedias de Cervantes, el «Arte» de Gracián y no pocos poetas barrocos, como Jacinto Polo de Medina, Gabriel Bocángel, Villamediana y otros varios.

### Obra poética

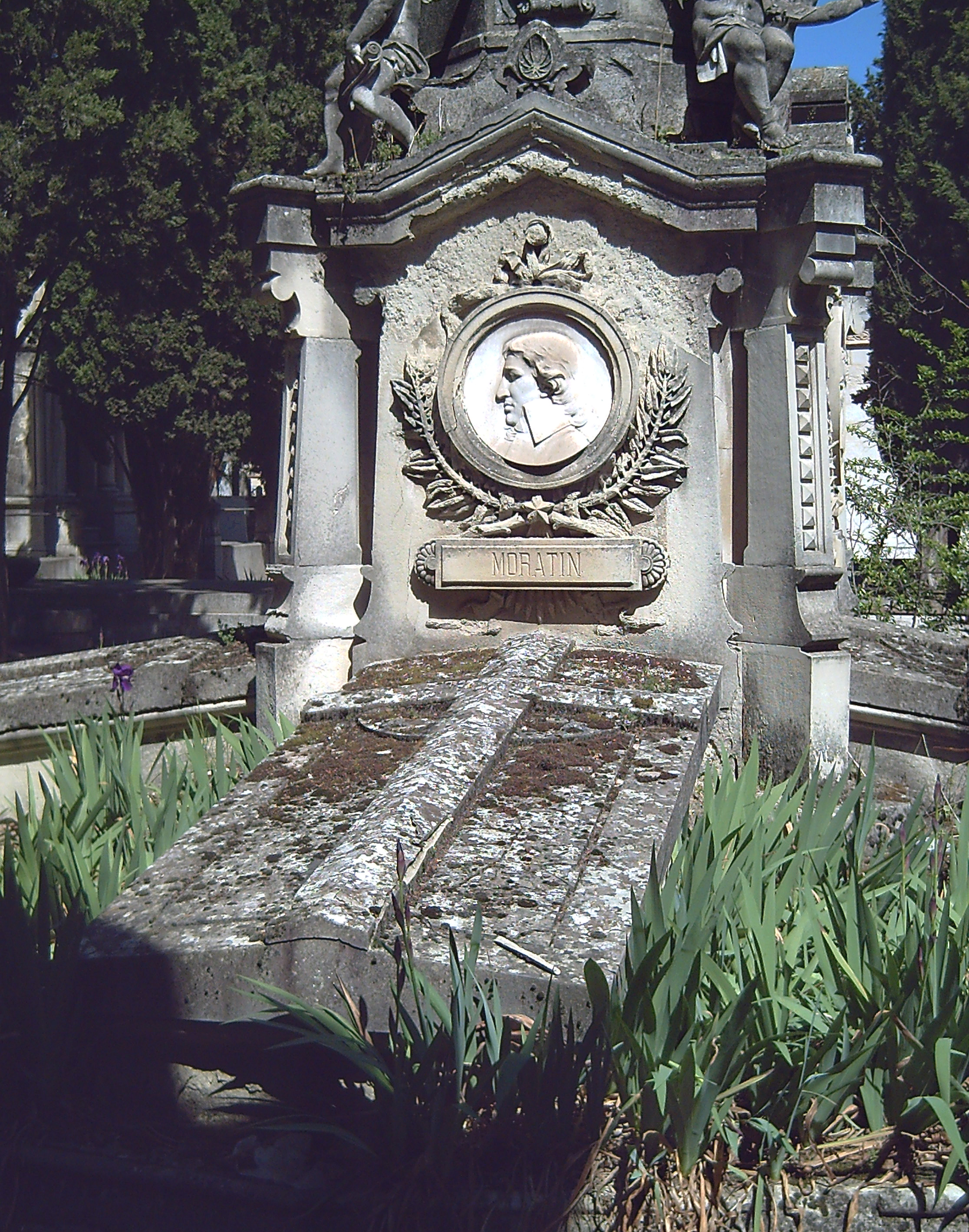
Tumba de Moratín en el Cementerio de San Isidro de Madrid.

El tomo III de las Obras dramáticas y líricas de 1825 está dedicado a la lírica. Su obra abarca casi cincuenta años de dedicación a la poesía, que dieron como fruto poco más de un centenar de poemas: ciento nueve poemas seguros más uno atribuido recoge Pérez Magallón en su edición de las Poesías completas (Barcelona: Sirmio, 1995) de Leandro. Moratín es autor de un centenar de composiciones poéticas: nueve epístolas, doce odas, veintidós sonetos, nueve romances, diecisiete epigramas, «composiciones diversas», consistentes en ocho poemas líricos que se apartan de las modalidades tradicionales, dos traducciones y una elegía, el «romance endecasílabo» o «canto épico» en cuartetos La toma de Granada, y nueve traducciones de Horacio. Miembro de la academia de la Arcadia de Roma con el nombre de Inarco Celenio, Moratín, en calidad de lírico, no puede ser considerado un poeta de originalidad y fantasía de primera fila. Sin embargo, no cabe duda de que merece que se le sitúe cerca de los dos auténticos poetas líricos del siglo XVIII español, Manuel José Quintana y Juan Meléndez Valdés, y no entre los demás poetas de su tiempo, fundamentalmente mediocres. Sus preocupaciones en cuanto a la forma son la corrección, la armonía y el equilibrio expresivos, en una atmósfera de idealismo neoclásico, como es lógico, pero veteado de una serie de matices de recogimiento y melancolía que se remontan a Horacio por una parte, y, por otra, a ciertos estados de ánimo del momento histórico y poético del autor. Leandro de Moratín no fue un retrasado poeta del XVIII español, ni un anticipo de vagas tonalidades románticas, sino un puro y fiel representante de ese auténtico resurgir del gusto clásico que coincide, en su plenitud, con los albores del romanticismo. 
- La toma de Granada (1779) es un poemita muy breve, en cuartetos endecasílabos no rimados, y en el que se canta la toma de Granada por los Reyes Católicos.

- La Sátira contra los vicios. Donde Moratín se revela como de batallador es, frente a los poetas de su tiempo, en la Lección poética. Sátira contra los vicios introducidos en la poesía castellana (1782), composición en tercetos de endecasílabos rimados. La Sátira se recrea fingiendo que aconseja a los poetas para que se expresen en los modos que, por el contrario, Moratín desprecia y rechaza en cuanto típicos de la poesía «barroca». Y lo hace a medida que desarrolla y hace una reseña del tema de la lírica, de la épica y de la dramática. En cuanto a la lírica, se detiene en los vicios de estilo, en las metáforas fuera de lugar, en la mezcla de arcaísmos ridículos con afrancesamiento de léxico y sintaxis, en los abusos de latinismos como ha sucedido en Góngora, etc.; en cambio, aconseja que se mire a Horacio como modelo. La Sátira ofrece el interés de ser, más que un intento de poesía lírica, un programa poético o, mejor dicho, estético-crítico: una especie de poética, en el sentido de lucha contra todo exceso, tanto de «contenido» como de «forma».

- Las epístolas. Las nueve epístolas se inspiran en una amplia gama de temas y circunstancias. Tres de ellas están dirigidas al «Príncipe de la Paz»: la sinceridad del sentimiento de gratitud de Moratín hacia Godoy libera al poeta de toda sospecha de adulación. Otra, típicamente horaciana, va dirigida «a un ministro, sobre la utilidad de la historia». Otra epístola, a un amigo, le sirve de pretexto para reunir y burlarse de un centón de versos de poetas del grupo de Manuel José Quintana. Tiene una en homenaje «a la marquesa de Villafranca» por el nacimiento de su primogénito, el conde de Niebla, a cuya precoz muerte Moratín habría de dedicar más tarde una oda. Escribe una epístola a don Simón Rodrigo Laso, «redactor del colegio de San Clemente de Bolonia», que es típicamente horaciana por el tema relativo a la índole de los hombres, siempre descontentos con el propio destino. También es horaciana la que dirige a Jovellanos, desde Roma, ciudad que el poeta toma como símbolo de la caducidad de las cosas humanas. Indudablemente, la epístola más feliz de todas, la que dedica «A Claudio», lleva el significativo subtítulo de «El filosofastro». Está inspirada por el temperamento satírico de Moratín y somete a una divertida caricatura a un inoportuno, don Ermeguncio, a mitad de camino entre el famoso inoportuno horaciano de la oda III y el don Hermógenes que Moratín crearía en La comedia nueva o el café.

- Las odas. Uno de los resultados más felices de la imitación de Horacio en España lo constituye el conjunto de las doce odas de Moratín. Ya son interesantes de por sí a causa de la variedad de la versificación, que va desde los metros solemnes que hacen pensar en los clásicos hasta los modernos metros ligeros. Es muy amplia la gama de temas. Los hay muy cercanos al espíritu horaciano («A Nísida», «A los colegiales de San Clemente de Bolonia»). Otros temas son amorosos, o simplemente galantes (como «A Rosinda, histrionisa», y a la hermosa actriz María del Rosario Fernández, llamada «la Tirana»). Por último, también tiene odas inspiradas en otros sentimientos, como las que dedica a seres queridos desaparecidos, por ejemplo al padre, o ausentes, como a Jovellanos. Quizá pueda parecer más cerebral que espontánea la profesión de fe que le sirve de punto de partida a la oda más famosa, «A la Virgen… en Lendinara (estado veneciano», publicada precisamente en esta pequeña ciudad italiana en 1795, compuesta para doña Sabina Conti, la dama madrileña esposa del literato italiano Giovan Battista Conti.

- Traducciones de Horacio. En la traducción de nueve odas de Horacio, lo que más sorprende, aparte la evidente preocupación formal, que se manifiesta también en la selección de los metros, es la identidad entre el pensamiento del poeta latino y el de Moratín en la visión de las cosas humanas: concordancia cuya sugestión se acrecienta por la diferencia de expresión entre la solemne compostura horaciana y la ligereza dieciochesca de Moratín. Horacio se halla presente, pero se advierte que es un Horacio transferido a un ambiente castellano muy distinto, a efectos expresivos, al de sus más fieles intérpretes españoles del Siglo de Oro, desde fray Luis de León hasta Francisco de Medrano.

- Los sonetos. Desde el punto de vista formal, los sonetos corroboran la habilidad de Moratín en cuanto a facilidad y fluidez de versificación. Desde el punto de vista de los temas que trata, estos poemas abarcan una amplia gama, si bien una gran parte de ellos se inspiran en cosas o personas de teatro. Ora es la descripción de la belleza de una «histrionista», Clori. Ora el llanto por la muerte del aplaudido e «inimitable» actor Isidoro Máiquez. Otra el elogio de una bailarina del teatro de Burdeos o el de la «saltatrix» Eliodora, que mucho dinero cuesta a quien deba mantener a una «hermosa de mi vida» como aquella. O bien es la presentación del primer gracioso del teatro de Barcelona, Felipe Blanco.

- Los romances. En los nueve romances volvemos a encontrar una amplia gama de temas: políticos, de polémica literaria, de asuntos personales, y de circunstancias.

- Los epigramas. Muchos de los diecisiete epigramas son destellos de sátira, a veces feroz. Entre los personajes teatrales objeto de sus dardos, vuelve a aparecer Geroncio: es significativo el nombre de otros literatos de poca monta, como el que acabamos de nombrar. A su vez, también son significativos los títulos de otros epigramas, como, por ejemplo, los tres, delicadísimos y galantes, que dedica «a Lesbia, modista», o aquel otro «a una señorita francesa».

- Composiciones diversas. Algunas de ellas tocan temas históricos, como la que se inspira en «La sombra de Nelson». Hay también traducciones, entre ellas la de un «sonetto pastorale in dialogo» del dieciochesco italiano Paolo Rolli.

- La «Elegía a las musas», «la obra maestra de Moratín», además de ser más lograda desde el punto de vista poético, es indudablemente la más significativa de esas composiciones. Fernando Lázaro Carreter afirma que en este último poema Moratín toca la cumbre de la lírica española.

### Libros de viajes

#### Apuntaciones sueltas de Inglaterra
Las Apuntaciones sueltas de Inglaterra se componen de cuatro cuadernos en que el autor expone su viaje a Londres y otras ciudades inglesas (Portsmouth, Southampton, Winchester, Windsor, Hampton Court, Greenwich, Richmond, Kew, Brentford) a fines del siglo XVIII. Es un gran observador, atento a las costumbres (el té de las cinco, los clubs, la libertad de religión y otras libertades, los museos, el olor del carbón piedra, los jardines, las gacetas, el comercio, los modos de ser etc. y, por supuesto, los teatros: el Covent Garden, el de la Ópera y el Haymarket y la literatura dramática inglesa, a la que dedica entero el cuarto cuaderno). Admira las novedades de la época (animales para él nuevos, como el canguro, que observó en el Strand, etc.), pero no deja de mostrar también cierto antisemitismo. Le sorprenden las fiestas y el ritmo acelerado y presuroso de los ingleses, y constata el calado de las ideas revolucionarias:

Tomás Payne había compuesto, algunos meses antes, un libro intitulado Derechos del hombre, obra de la cual naturalmente se deducía (concediéndole los principios en que la fundó) la necesidad de alterar la Constitución inglesa, organizar de otra manera los Parlamentos, despojar al Rey de su autoridad, a los nobles de sus privilegios, y alterar del todo el gobierno de este país. Publicóse este libro, y se extendió con asombrosa rapidez por todas partes, en un tiempo en que la revolución francesa ocupaba los ánimos. Temió el Gobierno la impresión que podrían hacer en el público las máximas de Tomás Payne; prohibió su libro, y fulminó una causa contra el autor (que se hallaba en Francia), como perturbador del orden y tranquilidad pública. Fue su abogado Mr. Erskine, miembro de la Cámara de los Comunes y uno de los del partido de la oposición; habló con grande elocuencia a favor de su cliente; los que asistieron a oír su alegato le colmaron de elogios y vítores, quitaron los caballos de su coche, y la gente le llevó en él hasta su casa, con grande alborozo y alegría. A pesar de esto, la sentencia fue contraria a Tomás Payne, y se le impuso el castigo que debía sufrir, como libelista, tumultuario, si alguna vez se restituyese a Inglaterra

#### El Viaje a Italia
El Viaje a Italia, realizado con su amigo "Narildo", sobrenombre de Antonio Robles Moñino, sobrino del conde de Floridablanca, a continuación del de Inglaterra y mucho más extenso (ocho cuadernos), recoge en realidad su itinerario desde Dover a Bélgica (Brujas, Gante, Bruselas, Lovaina, Maastrich) y luego por Alemania y Suiza (Colonia, Bonn, Fráncfort, Manheim, Offenburg, Kenzingen, Fribourg, Schaffhausen, Eglisau, en cuyo río se bañó, Zúrich, Lucerna, Altorf, Ayrolles, Bellinzona y Lugano) viendo museos, monumentos, arquitecturas, paisajes, gentes, productos, costumbres, comercio, agricultura, inscripciones, obras de arte hasta llegar a Italia. En Italia visitó Como, Milán, Parma, Módena (a cuyo teatro acude y de cuyo duque chismorrea), Bolonia (donde le impresiona el cuadro de Judit y Holofernes de Caravaggio), Florencia, Siena, Roma y Nápoles, ciudad esta entonces de cuatrocientos mil habitantes donde se quedó más tiempo. Visita a Parini y a Bodoni y le sorprenden el Duomo, las obras de arte, las enormes bibliotecas (Ambrosiana, Laurenciana), los pequeños teatros, el número y calidad de artistas, academias y obras de arte y las excavaciones arqueológicas de Velleia. En Bolonia se encuentra a gran número de jesuitas españoles expulsos:

Había en Bolonia seiscientos y tantos ex-jesuitas españoles; vi entre ellos a Lasala, aplicado, estudioso, de bello carácter, autor de varias tragedias frías, leí dos que acababa de publicar, Don Giovanni Blancas y Don Sancio García, y me parecieron entrambas de corto mérito. Colomés, autor de la Inés de Castro y otras obras estimables, está reducido a la mayor estrechez, teniendo que sufrir los caprichos de un «nobile bolognese», a quien sirve de secretario; es lástima que nuestro gobierno carezca de noticias acerca de los sujetos beneméritos de esta extinguida religión, y que no saque de ellos la utilidad que podría, mejorando al mismo tiempo su mala fortuna. Don Manuel de Aponte ha traducido la Iliada y la Odisea en verso con admirable fidelidad, ilustrando su obra con notas doctísimas; no se ha lo impreso, ni acaso se imprimirá. La cátedra de lengua griega, que regenta en la Universidad, no le da para echar aceite al candil, es hombre muy instruido, de exquisito gusto en la poesía, modesto, festivo, amable, y está atenido a la triste pensión que se les da a todos

Le enamora la belleza y la inteligencia de la discípula de Aponte, la helenista y poetisa Clotilde Tambroni. En Florencia va a ver tres piezas de teatro de las cuales solo una no le enfada; no es la que más le disgusta el Federico II de Luciano Francisco Comella, traducida y representada en italiano; visita los monumentos y además los sepulcros de Galileo, Miguel Ángel y Maquiavelo. En Nápoles le sorprende la porquería, el ruido y un bullicio mayor que el de Londres y París; le impresiona la rampante mendicidad, la delincuencia, el vicio, la agobiante beatería y la pobreza de la clase ínfima. "Así como el pueblo romano necesitaba panem et circenses, se dice que el de Nápoles necesita farina, furca e festini".

Fácil es de inferir que, en una corte llena de vagabundos, los robos, las violencias y asesinatos serán frecuentes. Nápoles ha sido siempre famosa por las raterías y navajazos; y aunque últimamente la policía ha ejercido no poco rigor contra los malhechores de esta especie, y ha contenido en parte estos excesos, la causa existe todavía, y, por consiguiente, sus efectos, aunque no con tanta frecuencia. En una ciudad como Nápoles no hay alumbrado público, los faroles de algunos particulares, colocados sin orden y donde menos se necesitan, son insuficientes, y quedan calles y barrios enteros en la más horrible oscuridad. En el invierno, a las diez de la noche, acabados ya los espectáculos, reina en toda la ciudad un silencio profundo, todas las puertas están cerradas, no parece gente por la calle, y nadie puede salir sin llevar consigo un criado con una luz, y aun con todo eso va muy expuesto. El que se atreva a ir solo, rodeado de tinieblas a tales horas, por calles largas, estrechas, torcidas, solitarias, donde todo es peligro y horror, va muy expuesto a pagar con la vida su temeridad.

Pero también ataca a la nobleza fatua y ociosa, a la que echa la culpa de todo:

Las clases más ilustres y distinguidas no ofrecen menos motivo de disgusto al que de cerca las observe. La nobleza infatuada, como en todas partes, con sus escudos de armas y sus arrugados pergaminos, es tan soberbia, tan necia, tan mal educada, tan viciosa, que a los ojos de un filósofo, de un hombre de bien, es precisamente la porción más despreciable del Estado. El lujo ha llegado al exceso en ella; la ignorancia, la frivolidad, la insensatez parecen ser su especial patrimonio, el juego, la intemperancia, la disolución son vicios comunes, que ya no se admiran ni escandalizan; o por mejor decir, estos vicios parecen costumbres. Qué poco honor se ve en los nobles, con qué facilidad faltan a su palabra, con qué desvergüenza se prestan a las acciones más indecorosas, qué poco les importa atropellar el decoro y la justicia por el interés...

Crítica además muy severamente la inoperancia del sistema judicial. Se acerca a los palacios de Caserta y Portici y contempla las obras de arte de Pompeya y Herculano, visitando también Pozzuoli y Bayas. Evoca y cita a Sannazaro, Virgilio y Marcial. Analiza el teatro operístico italiano y asiste a dos de esas piezas en Nápoles. Se queda con ganas de ver algo de Apostolo Zeno y del "inmortal Metastasio". Estudia todos los teatros de la ciudad y también el género del teatro bufo y la commedia dell'arte, de los que hace crítica sintética de gran número de piezas; de nuevo se muestra contrario al teatro popular, esta vez italiano (Francesco Cerlone). Alaba, por el contrario, las comedias de Carlo Goldoni.
Vuelve de nuevo a Roma (donde se queda esta vez más tiempo), a Florencia y a Bolonia. Describe las maravillas arquitectónicas de la basílica de San Pedro y sus alrededores, las pinturas de Rafael y Miguel Ángel, etcétera. Visita las diecisiete salas del museo de ciencias naturales de Florencia y pasa cuatro meses en Bolonia. De allí parte a Ferrara (a cuyo poeta Ludovico Ariosto celebra y donde reencuentra a su amigo, el conde Juan Bautista Conti), y parte con él a Lendinara; luego sigue solo a Verona (cuyos palacios le parecen más pequeños pero más elegantes que los de Florencia); celebra su museo lapidario y acude a su teatro a ver una fea comedia; Vicenza (donde entre otras cosas, estudia el teatro olímpico de Andrea Palladio), Padua (donde visita el jardín botánico y el gabinete de máquinas de la universidad y conoce al físico Stefano Gallini y a los abates y humanistas Melchiorre Cesarotti y Alberto Fortis; por demás, se enamora de una tal Bocucci) y, por fin, entra dentro de una gran barcaza con otros sesenta viajeros en Venecia:

Una ciudad situada en medio del mar, donde no se ve otra cosa que agua y edificios soberbios. Entré por el hermoso Canal de la Giudeca, y me hospedé donde pudieran hospedarse muy bien Enoc y Elías, si el diablo les tentara de venir a esta profana ciudad [...] En Venecia se levantan tarde, comen tarde, cenan tarde, y se acuestan tarde. Por las mañanas las señoras salen en su góndola con basquiña y cendal; las viejas se van a misa y a visitar monjas, y las mozas con sus maridos o sus amantes a dar un paseo por la Plaza de San Marcos, y a pasar un par de horas en los casinos en buena compañía y tomar café, siendo de advertir que en Venecia suelen tomar café siete u ocho o más veces al día, bien que el café es excelente y las tazas pequeñas. Después del teatro, se juntan, o en los casinos o en las casas particulares, y dura la conversación o el juego toda la noche, sale el sol y se van a la cama, todo esto debe entenderse de la gente culta y de buen tono, porque la canalla tiene otras horas y otros estilos.

Venecia "no es ciertamente la mejor de las repúblicas posibles: poco más de doscientas familias, que compondrán apenas 1500 individuos, son las que tienen en su poder el gobierno político y civil de toda la nación". Asiste allí a unas cincuenta piezas teatrales en distintos teatros, entre ellas algunas de Carlo Goldoni y una de Beaumarchais; cada una de ellas es cuidadosamente comentada; el teatro mejor le parece el francés, y el italiano le sigue a su juicio; muy inferior le parece el español actual. Le impresiona mucho la tragedia neoclásica de Vittorio Alfieri; vuelve a Ferrara y a Bolonia (donde comenta unas treinta piezas teatrales); de allí marcha a Génova y a Niza, donde se embarca para Mahón y el siete de diciembre de 1797 vuelve a embarcarse para Cartagena, aunque una tormenta los desviará a Algeciras.

### Traducciones
- Traducción de obras de Voltaire[12]

## Distinciones honoríficas
- Caballero de la Real Orden de España